# Dangerous Driving
Dangerous Driving est un jeu vidéo de course développé par Three Fields Entertainment sorti le 9 avril 2019 pour Microsoft Windows, PlayStation 4 et Xbox One.

## Système de jeu
Dangerous Driving est un jeu de course, considéré par les développeurs comme une suite spirituelle de la série Burnout. Les joueurs, après avoir sélectionné une voiture et un circuit de course, tentent de battre les autres pilotes (contrôlés par ordinateur par d'autres joueurs en ligne). Dangerous Driving comprend les mêmes éléments de collision[pas clair]. Le joueur peut envoyer ses adversaires sur les côtés de la piste et/ou les faire s'écraser, les empêchant temporairement de rouler.

## Publication
Dangerous Driving a été publiée le 9 avril 2019. Le mode multijoueur en ligne a été ajouté le 24 mai 2019.

## Accueil

### Récompense
Le jeu a remporté le prix "Game, Original Racing" aux NAVGTR Awards.

## Suite
Three Fields a annoncé Dangerous Driving 2 pour une sortie prévue fin 2020 pour Microsoft Windows, PlayStation 4, Xbox One et Nintendo Switch. Il devrait s'agir d'un format mondial ouvert, de nature similaire à Burnout Paradise.